# Tessaromma nanum
Tessaromma nanum là một loài bọ cánh cứng trong họ Cerambycidae.